# Canafita
La canafita també coneguda com a canaphita és un mineral de la classe dels fosfats. Anomenada així l'any 1985 per Donald Ralph Peacor, Pete J. Dunn, William B. Simmons i Fred John Wicks per la composició química que presenta el mineral: calci, sodi (en llatí natrium) i fòsfor (phorphorus).

## Classificació
Segons la classificació de Nickel-Strunz, la canafita pertany a «08.FC - Polifosfats, poliarsenats i [4]-polivanadats, només amb H₂O» juntament amb els següents minerals: fianelita, pintadoïta, arnhemita, wooldridgeïta i kanonerovita.

## Característiques
La canafita és un fosfat de fórmula química Na₂CaP₂O₇(H₂O)₄. Cristal·litza en el sistema monoclínic. La seva duresa a l'escala de Mohs és 2. Sol formar cristalls en forma d'agulles primes incolores d'aproximadament 100 micres que recobreixen especimens d'estilbita.

## Formació i jaciments
S'ha descrit a Nova Jersey (EUA) i a Conca (Espanya). A la seva localitat tipus s'ha trobat associada a estilbita. El mineral va ser descrit en una mostra de museu; inicialment es va creure que eren produïts al netejar els especimens d'estilbina.